# Escribes de l'antic Egipte

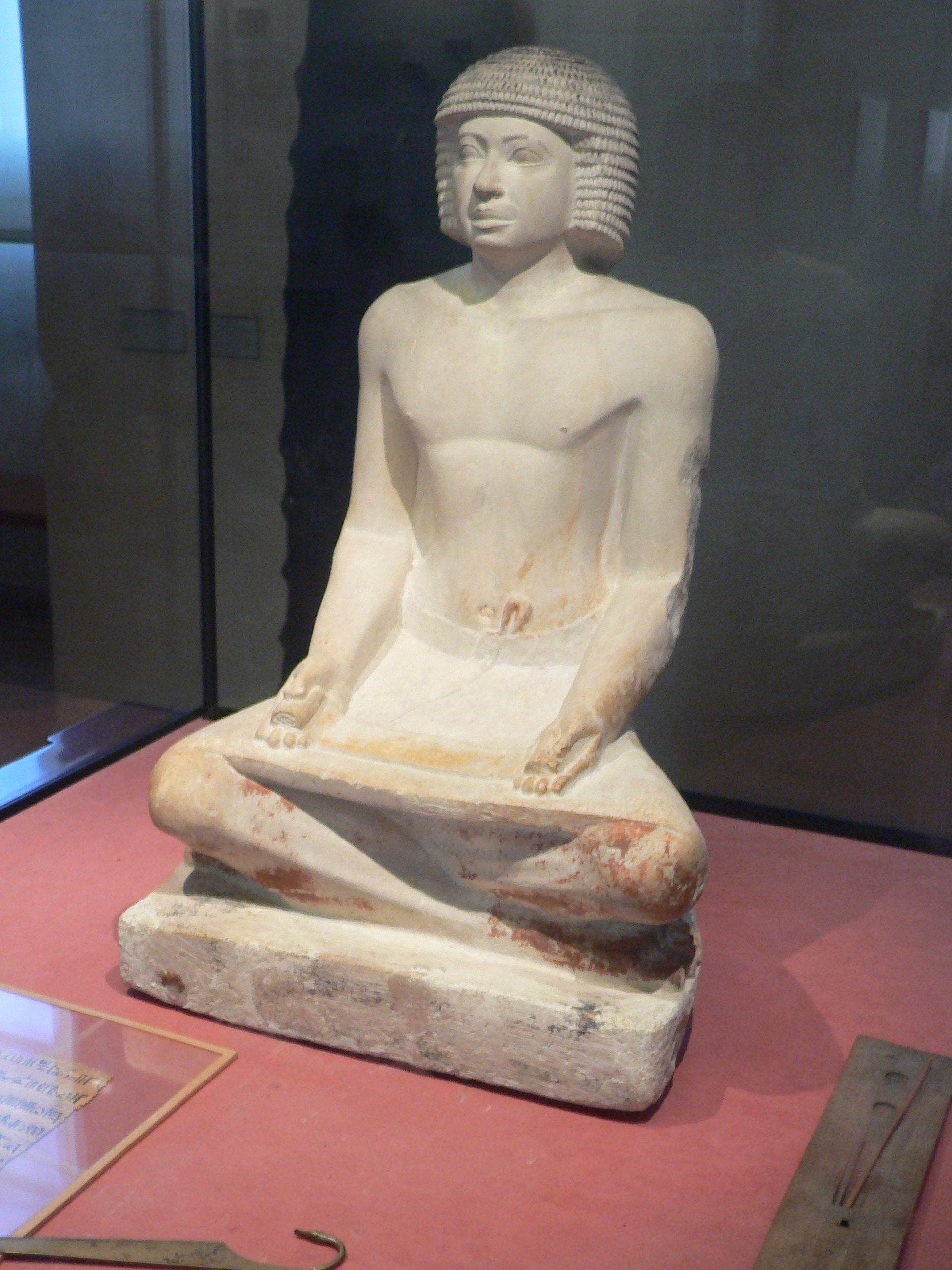
Estàtua d'un escriba egipci. Museu del Louvre.

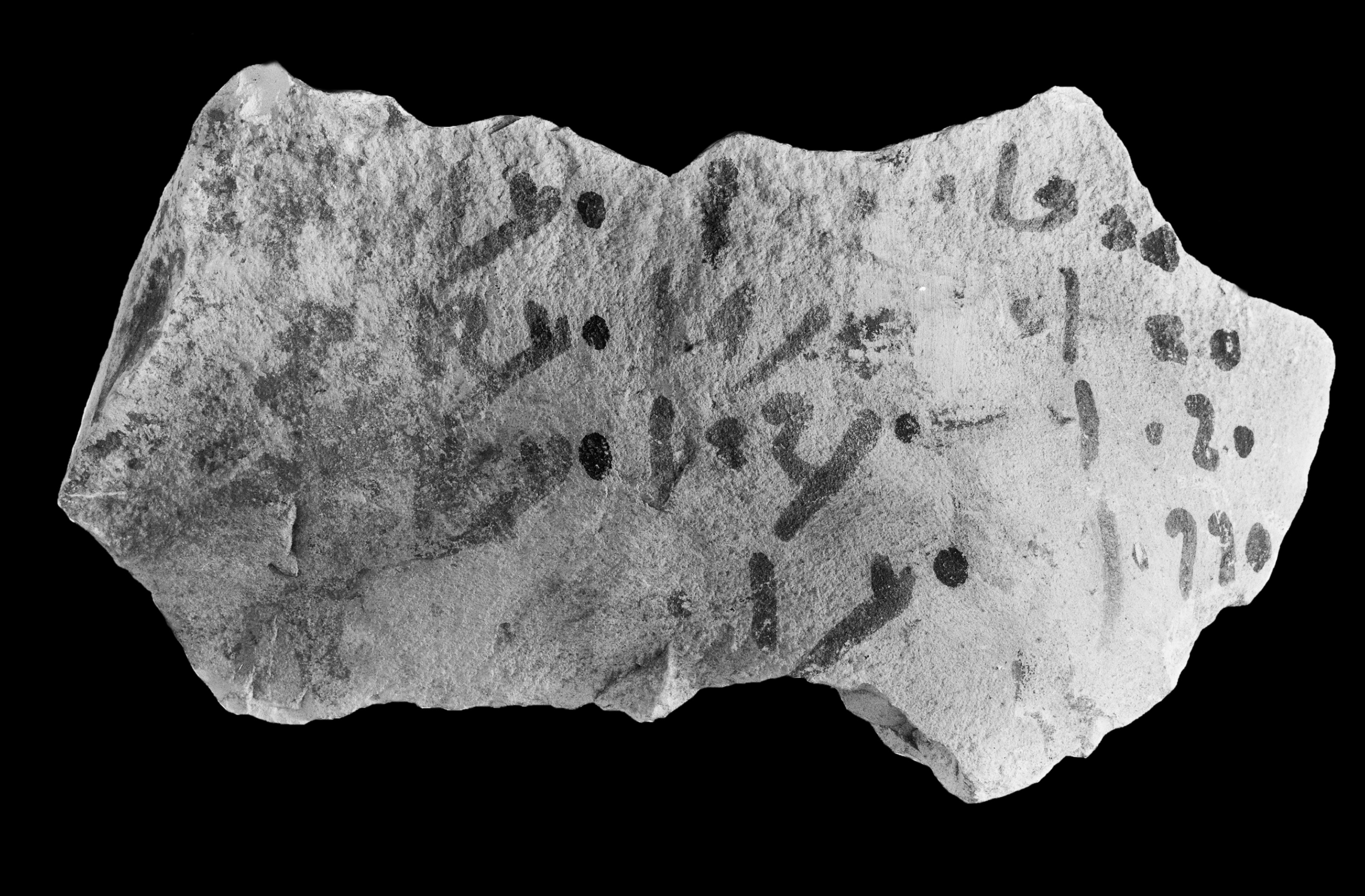
Òstracon escrit en escriptura hieràtica

Els  escribes de l'antic Egipte  eren els encarregats d'inscriure, classificar, comptabilitzar i copiar, utilitzant diversos tipus d'escriptura, com la hieràtica o demòtica, que permetia escriure ràpidament, amb l'ajuda d'un càlam en papir o òstraca.
La paraula escriba prové del llatí: scriba, que significa 'escrivà, copista', en hebreu so-fér i en grec gram-matéus. Aquesta casta durà molts anys des del primer faraó que fou Narmer (3.050 a.C.) fins a l'última faraona Cleòpatra (51 al 30 a.C.).
Les necessitats de la vida quotidiana i les demandes cada vegada més elevades de l'Estat faraònic varen rellevar la figura de l'escriba. Els escribes pertanyien a una casta especial: el bon funcionament de l'Estat hi reposava essencialment. Administradors, comptables, literats o escrivans públics, aquests mestres del càlcul i l'escriptura eren omnipresents. Treballaven en tots els departaments de l'administració. Uns aribaven fins i tot a ser escribes reials que dominaven l'administració central.
En un inici, els escribes eren escollits entre aquells privilegiats que havien estat formats en l'entorn de la família reial. Al final de l'Antic Imperi, el desenvolupament de l'administració comportà l'aparició d'una casta d'escribes. Els càrrecs es transmetien, generalment, de pares a fills. El pàpir conegut com De L'ensenyament de Khety o La sàtira dels oficis parla d'aquest com a un ofici noble. Formaven part de l'elit i això els donava privilegis com avantatges fiscals o evitar reclutaments, en general, una millor qualitat de vida, un respecte i una gran consideració. Els devem bona part de la informació i del coneixement que tenim sobre l'Antic Egipte.
Eren molts els pares de família que consideraven que per als seus fills «no hi havia treball més bonic que el d'escriba». Educats en una Casa de la vida, que depenia d'un temple o palau, els escribes aprenents estudiaven, dels cinc anys als disset anys, escriptura jeroglífica i hieràtica, gramàtica i textos clàssics, a més d'aprendre Dret, idiomes, història, geografia i comptabilitat.
En l'organització de la societat es trobaven per sota del faraó i de la família reial, seguidament dels sacerdots i a continuació els funcionaris i cossos administratius. La seva labor era tan rellevant dins l'Estat que varen tenir una relació molt estreta amb alts dirigents, fet que fa que aquesta categoria social era de les considerades més altes. El faraó normalment no sabia llegir ni escriure, però era considerat el primer escriba per la seva condició divina, seguit per l'escriba real o l'escriba dels arxius reals.
Els escribes, abans de començar a treballar, deien una pregària a Dyehuty (Thot), el seu patró.

## El faraó: el primer dels escribes
La divinització dels faraons sobre la terra causà que no fos necessari demostrar el poder d'aquests i, per tant, no existia una exigència de la utilització literària o del discurs per mantenir el control i l'autoritat. La crisi que afectà Egipte a la darreria de l'Imperi Antic provocà un tomb a la situació quant al poder dels faraons, amb l'entrada de l'Imperi Mig on cal corroborar aquesta autoritat. S'aconsegueix a partir de les obres literàries, fet que desenvolupà una gran importància sobre aquestes i crea una relació una vegada més, entre escriptura i poder. La paraula escrita en aquests instants se situa entre governadors provincials i locals els quals redacten biografies i textos per compulsar i difondre les seves accions. Apareix una producció literària amb la finalitat de reforçar la lleialtat i glorificació vers el faraó, ressaltar-ne la rellevància i superioritat.
La producció literària passa a ser un suport ideològic en mans de l'Estat i la monarquia, a més a més, cerca una finalitat d'expansió política i propagandística, sobre tot entorn a la Dinastia XII dins l'Imperi Mig.
El papir més antic conegut està en blanc, i fou descobert a la tomba de Hemaka, el visir del faraó Den, de la Dinastia I, cap al 2900 aC, a la necròpoli de Saqqara. Els primers que es conserven amb text són el diari de Merer, uns documents administratius trobats a Wali al Gerf, a la riba del Mar Roig, que daten de la Dinastia IV cap al 2500 aC, i coincideixen amb l'estàtua d'un escriba més antiga coneguda.

## L'escriba dels arxius reials

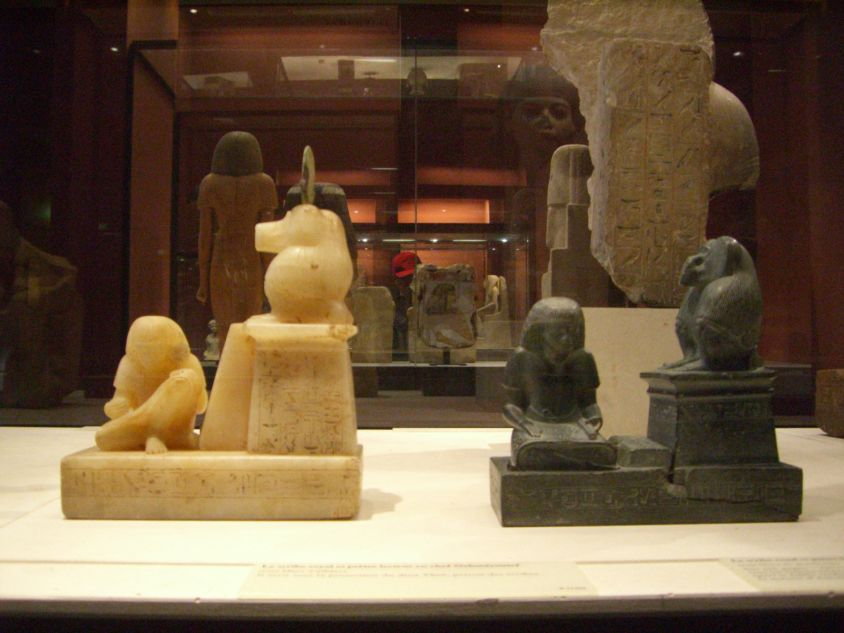
Estatuetes d'escribes egipcis, al costat d'un babuí, a imatge de Thot. Museu del Louvre.

L'escriba Jupuiu, que va viure durant la dinastia V, va ocupar, al mateix temps, el càrrec de ministre d'afers del rei, escriba dels documents reials i director dels escribes.
Sota l'Imperi Antic d'Egipte, l'escriba dels arxius Reials, del qual es té constància a partir del regnat de Nefererkare (dinastia V), era responsable del departament dels documents reials, anomenat també doble departament, a aquest s'afegien també altres serveis d'arxius i biblioteques. Les competències de l'escriba dels arxius reials eren múltiples: cuidava, controlava i registrava totes les accions de les altres institucions. La importància del seu càrrec demostra, des d'èpoques remotes, la transcendència que l'Estat concedia a l'escriptura, que és el testimoni indispensable de tot allò que constituïa la vida d'un país, en què el govern basava el coneixement precís de persones, béns i successos quotidians.

## Figura social de l'escriba
La figura de l'escriba ha deixat una gran herència testimonial com a font d'informació i coneixement disponible per a l'estudi i comprensió de la civilització de l'Antic Egipte. La professió d'escriba es pot considerar una de les més antigues i rellevants d'Egipte, fou un ofici sustentat per l'educació en l'escriptura i era estrictament necessari per al correcte funcionament de l'Estat a partir del Regne Antic. Els hem de comprendre com a peça primordial dins l'esfera política del poder a causa de les seves tasques relacionades majoritàriament amb l'administració i la religió.
La figura de l'escriba està molt relacionada amb la idea d'un col·lectiu minoritari amb la capacitat d'escriure, usat per la monarquia com a forma de consolidació del poder, sobretot durant l'Imperi Mig. La seva funció d'interpretar i elaborar paraules esculpides o dibuixades no estava a mà de la major part de la població. Mantenia una relació amb l'esfera religiosa, un àmbit molt rellevant dins la societat del moment. Trobem diversos significats dins el terme els quals determinen les diverses labors que assumien, des de controlar l'administració, a ser artistes fins a comptables. El terme arrel que seria escriba i a continuació se li poden atribuir diversos mots depenen de l'especialització, com per exemple escriba del tresor, escriba reial, etc.
Els escribes i soldats vivien en cases fetes de tova o maons de fang properes al temple. Les inundacions del Nil feien que hi hagués molt fang que facilitava el procés de construcció, el posaven dins motlles de fusta i després s'assecava al sol. S'alimentaven de productes típics de l'indret com aus o verdures, pèsols, llenties, entre d'altres.

## Jerarquia i especialització dels escribes
Dins aquest càrrec trobem diversos graus de rellevància i en diversos àmbits diferenciats, trobem una versatilitat i diversificació del treball. No tots els escribes pertanyen al mateix estrat social ni tampoc disposaven de la mateixa formació.
Una petita part coneixien l'art de l'escriptura, però no de la lectura i, per tant, no podien ocupar al mateix estatus que un que tingués ambdues habilitats, eren els copistes. D'altres exercien a manera de secretari de l'Estat, eren funcionaris amb el títol d'escriba.
L'escriba era considerat classe privilegiada, pertanyien a una elit intel·lectual i treballaven pel correcte funcionament de l'Estat, independentment de la seva labor. La rellevància social d'aquest ofici es troba en diversos exemples de literatura com Consells per un Jove Escriba del Papir d'Anastasi o Recordatori de l'estatus superior de l'Escriba en el Papir Sallier.
Sense els escribes la societat egípcia no hauria aconseguit una estabilitat dins l'administració, formar part d'aquesta casta obria les portes per arribar a altres títols de rellevància, convertint-la en una professió desitjada pel ciutadà egipci. Es considerava en molts casos una professió seguida, ja que normalment els pares introduïen els seus fills en les esferes laborals per tal de crear dinasties d'escribes.

#### Administració
L'administració fou l'esfera on va tenir més rellevància la figura de l'escriba, on realment era menester i que van executar tasques més diverses durant els 3.000 anys de la seva història. En els càrrecs oficials, des de les primeres dinasties era un requisit indispensable comptar amb l'habilitat de llegir i escriure si es volia destacar. En l'Imperi Mig, apareix la necessitat d'una major quantitat de funcionaris preparats en aquest aspecte.
L'organització administrativa de l'estat constava d'un engranatge complex i burocratic amb diversos departaments pel bon desenvolupament del país. Requeria una gran quantitat d'escribes que executien les instruccions donades pels superiors. Els escribes apareixien en qualsevol dels àmbits de la vida civil: «Sense els escribes, Egipte no hauria arribat a assolir l'eficàcia administrativa que va assolir».
L'agricultura com a base de la riquesa i el benestar de l'Estat, necessitava una gestió dels camps i del registre de les terres. Les seves tasques oscil·laven entre la supervisió dels processos agrícoles, el registre dels resultats de les partides de caça de cada grup, la producció industrial o bé la quantitat de matèries primeres que es reunien.

#### Gestió i control de la terra
Durant l'Imperi Mig, passada la crisi i en un moment de reorganització apareix la gestió de les terres i el control numèric de l'aigua per part de l'Estat. El cabal del Nil, les sequedats shemu i les inundacions akher van fer que adquirís importància el seu control. Les akher eren causants de fer desaparèixer camps o modificar-ne l'extensió, ja que els límits quedaven ocultats, fent aparèixer un cens dels terrenys per evitar disputes, aquesta feina la duia a terme l'escriba.
Els escribes eren encarregats de registrar la producció dels camps per així tenir un càlcul exacte de la collita que es recol·lectava. Amb les crescudes irregulars del riu Nil i la impossibilitat de conèixer el volum de producció de la collita que sortiria, apareixen les reserves de gra. Mesuraven les racions que es necessitarien de gra proporcional als habitants de cada una de les diverses ciutats, mantenint un control a manera de cens.
La ramaderia, també fou un dels principals motors de l'economia del país. El seu registre es duia a terme cada dos anys pels escribes, però no només comptabilitzava el bestiar sinó també les pastures i els recursos d'aigua que usava un terreny o una institució.

#### Comerç i expedicions
Algunes de les matèries de primera necessitat no es trobaven en el país, fet que portava a la necessitat del comerç. No existia una moneda sinó l'intercanvi regit per un valor marcat, en unitats de gra, plata o coure. Les gestions de compravenda eren fetes per escribes reals, redactaven els contractes d'aquestes.
L'expedició a indrets fora de la Vall del Nil està bastant centralitzat en la Dinastia XII quan políticament era un moment d'estabilitat interna i estructuració administrativa forta. Les expedicions ja fossin de caràcter militar o comercial exigien una organització i un registre cautelós. Podien estar formades per mils de persones les quals calia alimentar o organitzar segons l'especialització del treball, l'escriba intervenia imprescindiblement per a poder organitzar tot aquest seguit de feines. El títol d'Escriba de l'exèrcit fa referència a aquesta labor i el podem trobar generalment documentat en aquest període. També es requeria de la seva labor per poder comunicar-se amb els enemics que sovint parlaven un altre idioma, igual que per poder redactar cartes i comunicar-se entre ells.

#### Construcció
Un dels majors èxits de l'administració egípcia són els projectes de construcció, principalment els monumentals. Per a la construcció i la gestió de les piràmides inclent-hi tombes, temples o ciutats, era menester una gran congregació de personal. Fossin funcionaris i arquitectes o treballadors de més baix grau, tots els implicats eren treballadors directes. Els escribes feien un seguiment del càlcul d'hores, de la qualitat de la labor o de la remuneració que mereixien. Una de les feines que feien habitualment consistia en el recompte de la quantitat exacte de material que es transportava per fer una obra. En el Papir Reisner hi apareixen diversos documents sobre comptabilitat i administració de la Dinastia XII.

#### Arxivística
Els arxius configuraven la part més rellevant de l'administració central del moment, cada organització burocràtica de l'Estat generava una producció massiva de registres de les terres o bé dels impostos, per tant, la labor de l'escriba era vital. Portaven un càlcul exhaustiu sobre les obligacions impositives de cada ciutadà, eren enregistrats i inscrits, s'anomenaven departaments de càlcul d'homes i apareixen a partir del regnat de Senusret II.
L'administració requeria la documentació, tota activitat necessitava un registre i, en conseqüència, necessitaven l'existència de la figura de l'escriba qui s'encarregava d'escriure, calcular i classificar tals arxius. Durant l'Imperi Mig apareix el títol d'Escriba dels Arxius Reals, director dels Arxius Reals o inclús Cap dels escribes dels Documents Reals. Aquests estaven lligats a les pràctiques de les vides dels egipcis del moment, ja fos per un títol que t'atorgava una parcel·la, tributs pagats, preu de mercaderies o altres registres. Treballaven amb documents de gran importància i en molta quantitat.
La civilització egípcia adquirí un interès per la geografia, necessitant de nou l'escriba com a encarregat de registrar les indicacions de cada nomo, com per exemple el seu nom, la capital, el territori agrícola que engloba, les festes locals, els ritus, la religió i els déus locals o els productes que produïa.

#### Matemàtiques
En el transcurs de la civilització egípcia va ser estrictament necessari el domini de les matemàtiques on els escribes tingueren una rellevància adquirint el sobrenom de comptadors. No sols eren necessaris en la recaptació d'impostos sinó també en el procés de mesuració i taxació dels camps o en les crescudes del Nil. Tal figura adquirí una rellevància, ja que podia resoldre problemes de manera directa a través d'arrels quadrades, equacions, càlculs d'àrees i perímetres o volums.
Els Papir de Rhind o el Papir de Berlín ens mostren diversos exemples d'operacions, tot i que aquest és un dels àmbits que menys documentació s'ha conservat. Mostren la relació entre les matemàtiques i el bon funcionament de l'Estat.

#### Esfera religiosa
Apareix la figura del Sacerdot Lector relacionat amb tot allò del món ritual, on s'engloba els textos funeraris i sagrats i la recitació de rituals, cultes o cerimònies. Sumaven a les seves capacitats com a escriba a les competències rituals, les quals eren de gran valor. Dins les “Cases de la Vida” s'obtenia la formació a través de la còpia de manuscrits per poder preparar llibres de conjurs màgics, qüestions astronòmiques o lectures del Llibre dels Morts. La gran majoria de produccions artístiques i d'escriptura que es trobaren en l'interior de les piràmides o parets de temples, igual que als papirs necessaris per als ritus, els generaven els escribes. Tenien la capacitat de preparar esborranys a tall de plantilla, que posteriorment, els escultors tallarien i marcarien en llocs sagrats. Coneixien les tècniques per desenvolupar i efectuar les pràctiques litúrgiques que establien relació entre el món dels vius i el món diví.
Sense ells l'organització i gestió del temple hauria estat complicada, duien a terme sacrificis, gestionaven les ofrenes dels déus, controlaven de les propietats agrícoles de domini del temple, els graners, la recaptació d'impostos, feines de comptabilitat i feien la realització d'arxius sagrats.

#### Aspecte literari
Les Instruccions o sebaty, sb.ty, són un gènere literari molt lligat a la figura de l'escriba. Contenien textos amb ensenyances o instruccions amb referències ètiques i cíviques centrades entorn el que ells nomenaven «forma de viure la veritat».
| «                           | Aquí comença l'ensenyança per a aclarir la ment, per a instruir l'ignar, per a conèixer tot el que existeix: el que va crear Ptah, del que va crear Thot, el firmament i tots els seus objectes, la Terra i tot el que porta, el que llancen les muntanyes, el que cobreix Nun, totes les coses sobre les quals brilla Ra, tot el que creix al fons de la terra, concebut per Amenope, vaig escriure dels llibres sagrats a la Casa de la Vida. | » |
| — Onomasticon de Amenemipet | |   |

 Un dels més coneguts són les «Instruccions de Ptahotep», basades en els coneixements i saviesa del visir Ptahhotep, en escriptura hieràtica. Apareixen copiades en el Papir Prisse, avui dia al Museu del Louvre a París. Consten d'un recull d'indicacions morals les quals anomenaven «textos de saviesa», consells de pare a fill.
| «                            | «Així va parlar al seu fill: No siguis arrogant per la teva educació, demana consell tant als incultes com als cultes. Perquè mai no atenyes als límits de l'art, no existeix cap artista la capacitat del qual sigui perfecta. No siguis arrogant per la teva educació, demana consell tant dels incultes com dels cultes, perquè mai no atenyes als límits de l'art, no hi ha cap artista domina l'art a la perfecció. (vers 52-56) Observa la veritat, (però) no la vagis pas més enllà, un esclat d'ira realment mai no s'ha de repetir! No parleu malament de ningú, sigui gran o petit, això és una abominació per al Ka. (vers 151-160) Si topes en una discussió amb un oposant superior i més pèrit que tu, doblega els braços i corba l'esquena. Si el reptes, no et deixarà ser el seu igual.(vers 60-63) | » |
| — Instruccions de Ptahhotep. | |   |

## Dones escribes
Aquesta professió estava enfocada principalment a homes, tot i que l'ús de la paraula Seshet, el femení de la paraula Sesh, escriba, es troba ocasionalment a l'Imperi Mig fent al·lusió a un petit grup de dones que també sabien llegir i escriure. En el Regne Mig trobem a Idwy, una Seshet que posseïa un segell amb un escarabat que indicaria un cert prestigi com a escriba. A la tomba de Nesi-Tanebet-Isheru apareix una inscripció que fa referència a la Dinastia XXI on diu haver estat copista, s'encarregà de redactar passatges del Llibre dels Morts per la seva família. A partir de l'Imperi Nou trobem alguna representació artística que pertany a dones escribes on apareixen amb utensilis de la professió.
Les dones també podrien ser escribes i sacerdotesses però del culte de les deïtats femenines normalment. Els sacerdots d'Isis eren homes i dones, mentre que normalment la majoria dels cultes de deïtats masculines només eren homes.
L'existència de l'educació femenina se sustenta en una estàtua de Nofrure on apareix acompanyada pel seu tutor Senenmut, on dona entendre que obtingué algun tipus d'educació per part d'aquest. Una vegada una dona arribava a convertir-se en escriba podia accedir al sacerdoci, on des d'allà arribava a dedicar-se a l'ensenyament o a metge.
Nefertari esposa principal de Ramsés II, va poder ser escriba. Dins la seva tomba situada a la Vall de les Reines hi apareixen diverses imatges i inscripcions que fan referència a la labor d'escriba. En la paret nord de la sala C, apareix un dels capítols del Llibre dels Morts, concretament el núm. 94 on es relata la fórmula per aconseguir els utensilis d'escriba, la paleta i el recipient, juntament amb la imatge d'aquesta davant el déu patró dels escribes, Toth, qui l'està rebent.

## Formació dels escribes
Molts llocs de treball d'influència dins l'esfera administrativa de l'Antic Egipte requerien la formació d'escriba, el domini de la paraula escrita. La majoria d'estudiants de les "Cases de la Vida" eren homes de famílies de classes altes o mitges, però també algun fill de classe baixa i alguna noia podien assistir-hi. Les restriccions per a poder estudiar l'ofici varen anar disminuint amb el pas del temps. L'educació no estava a l'abast de tothom, les famílies de rang més baix només podien esperar ser educats per un parent o un escriba menor, com podia ser un agent de les terres que els donaria els conceptes bàsics de l'ofici.
Durant el Regne Antic, els pares ensenyaven als fills personalment manifestant que no hi havia un treball més bonic que el de ser escriba. Això canvià a partir del Regne Mig on apareixen les Cases de la Vida o escoles d'escribes adscrites als temples o palaus. El seu sorgiment ve donat per la necessitat monàrquica d'aconseguir una burocràcia que els fos fidel de la mateixa manera que calia reorganitzar l'administració estatal ja centralitzada, després de la crisi del Primer Període Intermedi.
Els iniciants a escribes s'introduïen en el primer cicle formatiu a l'edat de sis anys fins a dotze, començaven simplement amb l'ensenyança de l'escriptura hieràtica i la lectura. Posteriorment, accedien la memorització i còpia de frases en òstracons o en fusta pintada amb guix, ja que el papir era més costós. Es complementava amb matèries com l'escriptura jeroglífica, la gramàtica, els textos clàssics i alguna noció de dret, idiomes, història, geografia i comptabilitat. La falta de disciplina, el mal comportament o la manca d'aprenentatge era castigada durament amb represàlies, tancaments o castics corporals.
Per arribar a llocs de treball com funcionari del govern, sacerdot o advocat, calia estudiar uns anys més per adquirir un vocabulari més elevat i específic, per això dins aquesta casta trobem diversos rangs. Si la labor a desenvolupar simplement consistia a treballar en magatzems del temple, del palau o d'una província, es requeria una menor formació. Els que tenien més habilitats de dibuix o escriptura podien realitzar copies il·lustrades de textos funeraris del Llibre dels Morts, altres podien ser dibuixants, artistes o arquitectes.

## Utensilis usats pels escribes
Els materials que utilitzaven els escribes a l'hora de dur a terme la seva labor varen evolucionar amb el pas del temps.

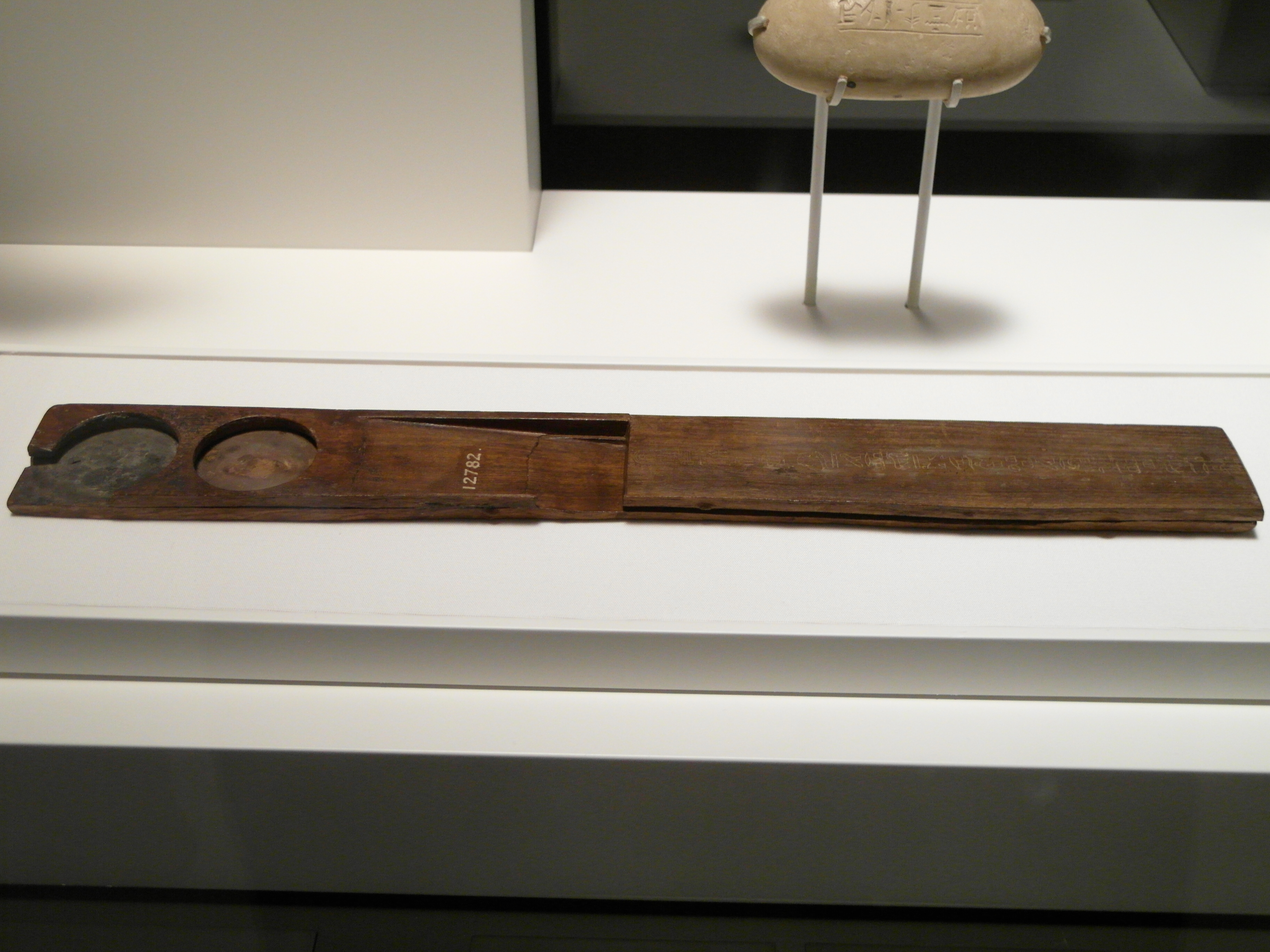
Paleta utilitzada pels escribes de l'antic Egipte

Els diversos suports per a l'escriptura inclouen ceràmica, fusta, papirs i cuir. El papir, fet de la planta Cyperus Papyrus, era el més comú, proporcionant avantatges com la lleugeresa i la capacitat d'escriure amb tinta. Usat principalment per l'elit, tenia un gran valor comercial i va ser exportat durant segles, amb Egipte dominant la seva producció. Abans del papir, els aprenents d'escriba utilitzaven òstracons o lasques de pedra per practicar l'ortografia i la cal·ligrafia. També es reutilitzaven tauletes de fusta de sicòmor. Al segle II aC, el pergamí va emergir com un nou suport per a l'escriptura.
Feien servir una tinta feta amb sutge i goma, a la qual afegien aigua per a la seva aplicació. El pigment més comú era el negre, obtingut del carbó. La tinta vermella, feta d'òxid de ferro, s'emprava per a propòsits especials com neutralitzar poders malignes o marcar seccions importants del text. D'altres colors com el groc, l'ocre, el blanc, el blau i el verd es feien amb diferents pigments i aglutinants.
Els escribes feien ús d'una paleta d'escriptura feta de fusta, que mesurava entre 20 i 43 cm de llargada. Les paletes més senzilles tenien dos forats, un per a la tinta vermella i un altre per a la negra. A més, disposaven d'un forat llarg i estret per guardar els càlams, que solien ser trossos d'un jonc afilat en un extrem. També feien servir morters per moldre la pols i barrejar-la amb aigua per crear les tintes.
Tenien eines fetes de canya de tall fi, d'uns 25 cm de llargària. Aquestes canyes es tallaven de manera obliqua en un dels extrems i eren mastegades pels mateixos escribes per separar les fibres, obtenint una punta semblant a la dels pinzells per absorbir els pigments. Per escriure, l'extrem tallat de la canya es mullava amb aigua i després s'immergia en el pigment.

## Imatge pictogràfica de l'escriba
Aquesta casta arribà a desenvolupar una iconografia pròpia dins el marc artístic del moment. Els trobem sobretot en estàtues en grans quantitats, però també hi ha presència en pintura i baixos relleus entre d'altres. Apareixien representats executant activitats pròpies de la seva labor com registrar el cens del bestiar, mesurant els camps per fins fiscals, verificant entregues de gra i pesant materials preuats. Els egipcis que no tenien l'art de la paraula requerien escribes per redactar contractes, cartes, inventaris i testaments, d'aquesta manera, moltes de les representacions artístiques d'alts destinataris al·ludeixen a incloure figures que representen escribes treballant per a ells.
Iconogràficament, els trobem en pintura, baixos relleus i escultures portant les eines bàsiques del seu ofici com la paleta de fusta amb pinzells, plomes de canya i un rotlle de papir. La insígnia de l'ofici d'escriba era la seva paleta juntament amb un recipient tubular pels talls de canya i una bossa amb cordó on hi havia altres eines. Durant la Dinastia V, solen aparèixer representacions escultòriques mentre duen a terme el seu ofici. Una característica pròpia quan a la iconografia d'aquesta casta social és que eren representats amb una banda blanca creuada al pit.
Se'ls representava de forma digna amb la finalitat de lloar la seva labor i rellevància dins l'Estat. Aquestes estàtues representaven banda dels mateixos escribes, diverses personalitats cèlebres com oficials de l'administració, jutges, caps militars, ja que aquesta labor comportava un gran honor. En el període tardà d'Egipte, la imatge d'un babuí, l'animal que li estava consagrat, servia per a reconèixer l'escriba.
En algunes representacions, el faraó o algun familiar, apareixen vestits amb el modest vestit que caracteritzava els escribes, encara que pocs faraons sabien llegir i escriure. Tocat per la divinitat, el sobirà no feia més que tractar de representar un il·lustre model: el déu Dyehuty (Thot), creador de les llengües i l'escriptura, escriba i djati (visir) dels déus, presumpte autor de llibres especialment de màgia, el patró dels escribes.

## Escribes egipcis cèlebres
- Ahmes. Escriba i matemàtic des del Segon Període Intermedi a començament de la Dinastia XVIII. Va néixer al 1.660 a.C. i morí el 1.620 a.C. aproximadament. Primer personatge que es coneix amb relació a les matemàtiques, copista del Papir Rhind o Papir Ahmes (primer tractat de matemàtiques del 1.650 a.C), en va fer la còpia.
- Amenemope (autor): Fou un escriba de l'Antic Egipte que vivia a Ipu la capital del nomo IX a l'Alt Egipte, autor de les Instruccions d'Amenemope un dels textos més rellevants de la literatura egípcia. Es creu que fou fill de Kanajt i probablement visqué a finals de la Dinastia XIX o a principis de la Dinastia XX. Va estar casat amb Tauserf i fou pare de molts fills, el menor era el destinatari de les Instruccions de Amenemope, escrit aproximadament el 1.100 a.C. En aquestes es reclamaven valors com la compassió, la generositat, el bon comportament i la comprensió pels desfavorits. Presentat com a supervisor dels camps i escriba que determina les ofrenes als déus.
- Amenhotep, fill d'Hapu: Utilitza també el nom de Huy. Escriba d'alt rang que es convertí amb una de les figures més poderoses de l'Antic Egipte durant el s. XIV a.C., com a chaty de Amenhotep III. Nasqué l'any 1.418 a.C. aprox. a finals del regnat de Tutmosis III, morí el 1.338 a.C. aprox. Fill de Hapu (escriba real i sacerdot d'Horus) i de Ity (Senyora de la Casa). La primera constància la trobem en monuments d'època de Amenhotep III. S'inicià com a escriba en la seva ciutat natal fins a arribar per sota del faraó, treballant primer a Menfis i després a Tebes. Obtingué diversos títols de caràcter civil com per exemple el d'Escriba Reial, cap superior dels reclutaments, responsable del cens, cap d'obres públiques, governador dels soldats del senyor de les Dos Terres i cap de tots els treballadors del rei, que el convertia en arquitecte real. Iconogràficament, se'l representa com a un escriba, sovint amb una paleta i un rotlle de papir, amb una edat ja avançada però amb un cos corpulent. Normalment amb perruca, una mica de barba i amb un faldellí llarg.
- Ani: Va néixer el 1.250 a.C., visqué durant la Dinastia XIX i fou escriba real, fou administrador de les ofrenes divines dels déus, governador dels graners dels senyors d'Abidos, escriba de les ofrenes divines dels senyors de Tebes i estimat del senyor del Nord i del Sud. És recordat no pels títols aconseguits sinó pel Papir d'Ani, una de les versions més conegudes del Llibre dels Morts. Era un dels papirs millor pintats, però conté molts errors. Treballava a la cort de Nefertari, la seva dona era Tutu.
- Butehamon: Preservava els diaris d'expedicions de Tutmosis III, era escriba de l'exèrcit i realitzava registres de les incursions, expedicions, campanyes militars i batalles, registrava diaris de guerra. També era considerat escriba restaurador de les tombes de la necròpolis entre les Dinasties XX i XXI i va restaurar mòmies saquejades com per exemple la de Ramsés III. Residia en el recinte del temple de Ramsés III a Medinet Habu. La seva tomba és la TT291 i s'hi va trobar el seu sarcòfag amb un text autobiogràfic, avui dia al museu Egipci de Torí.
- Dua-Kheti: Escriba durant la Dinastia XIX, nascut el 1.990 a.C., possible autor de La Sàtira dels Oficis o La Instrucció de Dua-Kheti, obra didàctica de la literatura egípcia antiga. Escrit duran el Regne Mig entorn del 2.025 i 1.700 a.C., ressaltava la figura i la funció de l'escriba.
- Hunefer: Fou escriba durant la Dinastia XIX, aproximadament al voltant del 1.300 a.C., redactà el Papir de Hunefer, una variant del text funerari del Llibre dels Morts. Era escriba de les ofrenes divines, supervisor del bestiar real, administrador i comptable del faraó Seti I. Actuava amb l'autoritat d'escriba reial i era descrit com a supervisor del mateix i governador de la part oest de Tebes.
- Menna: Fou un escriba dels camps del senyor de les Dos Terres, Alt I Baix Egipte, supervisor del camp d'Amon a Karnak, càrrec relacionat amb l'agricultura i les feines del camp. S'encarregava de supervisar el mesurament de les parcel·les dels cultius, d'inspeccionar els camps, de processar els morosos i de registrar el rendiment dels cultius. La seva tomba és denominada TT69, situada a Sheij-Abd-el-Qurna a la necròpolis Tebana, prop de Luxor.[13]
- Meryre II: Noble de la cort d'Ajenatón durant la Dinastia XVIII, obtingué els títols d'Escriba Real, supervisor dels dos tresors i vigilant de l'harem de Nefertiti. La seva tomba està construïda a Amarna, TA2, però mai s'han trobat les seves restes a l'interior. L'etiqueta trobada en una gerra revela que encara exercia el càrrec de gran sacerdot.
- Ramose: Djati que visqué a Deir- El-Medina, serví sota regnat d'Amenhotep III i Akhenatón. Enterrat a la tomba TT7 a la necròpolis de la mateixa ciutat, va crear tres tombes per a ell mateix. Entre els seus títols apareix el d'escriba del lloc de la veritat, treballà en l'excavació i decoració de les tombes reals properes al Vall dels Reis i el Vall de les Reines. Fou també escriba en el lloc administratiu més alt per un escriba, sota regnat de Ramses II.
- Ptahhotep Escriba egipci visir del rei Isesi a la Dinastia V, enterrat a una mastaba al nord de Saqqara, D62. Autor de les Màximes de Ptahhotep o Saviesa de Ptahhotep, principis morals sobre la manera en què els homes havien d'arribar a la saviesa a través de l'escriptura hieràtica.
- Userhet: Visqué durant la Dinastia XVIII com a noble servent de Tutmosis III i Amenofis II. A més a més, fou escriba reial i tutor real, títol que li va permetre tenir a càrrec l'ensenyament de diversos prínceps.